# Sédation
Cet article possède un paronyme, voir sédition.

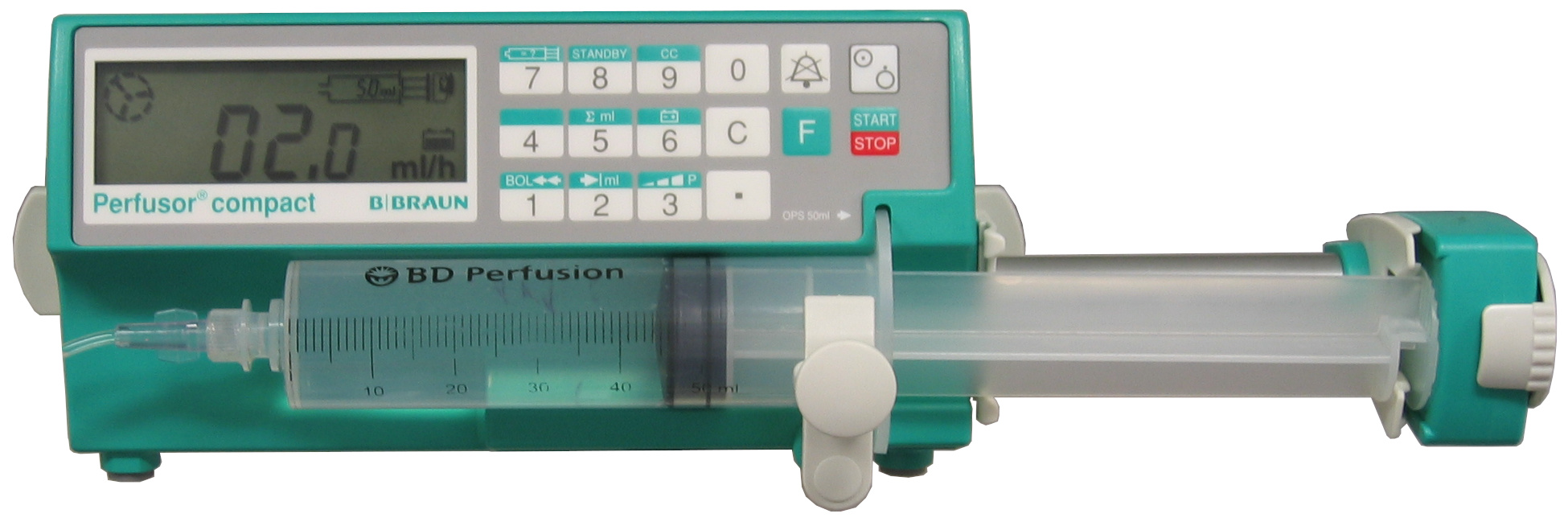
Les pousse-seringues sont parfois utilisés pour administrer la sédation au patient.

La sédation (du latin : sedatio et de sedare « apaiser ») est un apaisement au moyen d'un sédatif (sédation de la douleur).
La société française d’anesthésie réanimation a défini (en 2001) la sédation comme étant « l'utilisation de moyens médicamenteux ou non, destinée à assurer le confort physique et psychique du patient, et à faciliter les techniques de soins. »
La sédation est très utilisée dans les services de réanimation et par les médecins du SAMU, elle permet au patient de ne pas souffrir et de ne pas avoir conscience de ce qui arrive pendant un laps de temps.
De plus, certaines pathologies (comme un état de mal épileptique/convulsif) requièrent une sédation pour mettre fin aux symptômes.
Elle est également utilisée pour les soins palliatifs des personnes atteintes de maladies graves ou évolutives, ou en fin de vie.

## Moyens utilisés
Formellement, la sédation est obtenue par des médicaments de la classe des hypnotiques. Il s'agit de benzodiazépine la plupart du temps (midazolam, lorazepam, bromazepam). Il faut également mentionner le propofol, la kétamine ou le thiopental.
Dans la pratique quotidienne, il est rare de dissocier la sédation de l'analgésie qui est la prise en charge de la composante douloureuse. L'analgésie est obtenue par des médicaments dérivés de la morphine : rémifentanil, sufentanil, alfentanil, fentanyl.

## Évaluation de la profondeur de sédation
| Niveau | Description                                                   |
| ------ | ------------------------------------------------------------- |
| 1      | Patient anxieux et agité                                      |
| 2      | Patient coopératif, orienté et calme                          |
| 3      | Capable de répondre à un ordre verbal                         |
| 4      | Réponse immédiate à un stimulus tactile léger ou auditif fort |
| 5      | Réponse léthargique à un stimulus tactile ou auditif fort     |
| 6      | Aucune réponse aux stimulus tactiles ou auditifs              |

Plusieurs échelles dont celle de Ramsey permettent d'évaluer simplement la profondeur de sédation d'un patient.

## Complications
L'obstruction des voies respiratoires, l'hypotension et l'apnée sont des complications fréquentes de la sédation.

## Sédation terminale
La sédation terminale, nommée aussi « sédation palliative », est l'administration de médicaments ayant un effet calmant ou sédatif à une personne sur le point de mourir, bien qu'elle puisse accélérer la mort.
En France, depuis 2016, la loi Claeys-Leonetti autorise la « sédation profonde et continue maintenue jusqu'au décès »,.
Pour respecter le droit du patient et ses volontés relatives à la fin de vie et en particulier à la sédation profonde, l’ADMD recommande d’être porteur des directives anticipées.

### Sédation terminale de point de vue éthique
La validité éthique de la sédation terminale/palliative suscite encore des débats. Les principaux fondements éthiques invoqués pour justifier la sédation palliative sont le principe du double effet, le principe de proportionnalité et le principe d'autonomie.
Le principe du double effet comporte quatre conditions essentielles : premièrement, seuls les effets bénéfiques sont recherchés, sans prévoir d'effets néfastes ; deuxièmement, les effets néfastes ne doivent pas être un moyen de produire des effets bénéfiques ; troisièmement, l'acte en lui-même ne doit pas être immoral ; quatrièmement, il doit exister une raison proportionnelle justifiant l'acceptation des effets. La dernière condition est parfois considérée indépendamment comme le principe de proportionnalité. En conséquence, pour que la sédation palliative soit ethiquement acceptable en se basant sur les principes du double effet, de proportionnalité et d'autonomie, plusieurs critères doivent être respectés : tout d'abord, les médecins doivent administrer la sédation avec pour seule intention de soulager les symptômes, sans chercher à provoquer la mort du patient. Ensuite, le recours à la sédation devrait être justifié par des raisons proportionnelles, telles que l'incapacité à soulager la souffrance, la résistance aux traitements antidouleur, et un déclin général de l'état de santé. Enfin, les souhaits du patient et de sa famille doivent être scrupuleusement pris en compte.

## La sédation pédiatrique
La sédation pédiatrique est un domaine médical qui utilise divers médicaments pour induire un état de sédation chez les enfants. Parmi les médicaments couramment utilisés figurent le méthohexital, le thiopental, les benzodiazépines telles que le diazépam et le midazolam, la kétamine, ainsi que les opioïdes tels que la morphine et le fentanyl.
Lorsqu'il est nécessaire de sédater un enfant, plusieurs facteurs doivent être pris en compte, notamment le type de procédure prévue (douloureuse ou non), la durée de la procédure, l'état médical sous-jacent du patient (y compris le respect du jeûne, le volume sanguin contracté, les interactions médicamenteuses et les mécanismes d'élimination des médicaments), le besoin d'anxiolyse ou de narcose, ainsi que l'expérience avec des techniques ou des voies d'administration alternatives.
Par exemple, un enfant subissant une procédure non douloureuse telle qu'une tomodensitométrie ou une petite lacération traitée avec un anesthésique local n'aura généralement pas besoin d'un opioïde. En revanche, un enfant subissant une procédure douloureuse peut nécessiter l'administration d'un opioïde pour le soulagement de la douleur